# ساموراي واريورز 4
ساموراي واريورز 4 (بالإنجليزية: Samurai Warriors 4)‏ ـ (باليابانية: 戦国無双4) ، هي لعبة إلكترونية من نوع أكشن وتسلل، أنتجت عام 2014م، وتعمل على أنظمة بلاي ستيشن 4 وبلاي ستيشن 3 وبلاي ستيشن فيتا.

## وصلات خارجية
- (باليابانية) Official Japanese site
- (بالإنجليزية) Official U.S. site